# Pentagna
Pentagna, local de clima ameno e temperado, é um distrito do município fluminense de Valença. Está localizado a 14 km do centro de Valença, junto à estrada que liga Valença e a cidade de Rio Preto, em Minas Gerais. A população do distrito é de 1.627 moradores, recenseados em 2010 pelo IBGE.
Com cerca de 500 metros de altitude, o distrito possui como principais atrativos a cachoeira do Rio Bonito, a Igreja de São Sebastião do Rio Bonito e a antiga estação ferroviária da Estrada de Ferro Central do Brasil.
Em Pentagna, o grande jornalista David Nasser possuía uma residência, que ainda existe, que ainda hoje pertence a seus familiares. Na localidade há uma colônia de férias destinada aos servidores do Estado do Rio de Janeiro. 
Outrora o local era denominado de São Sebastião do Rio Bonito, padroeiro da localidade. Em 1944 o nome foi mudado para Pentagna, em homenagem ao Dr. Humberto Pentagna que, quando prefeito, fundou ali a primeira cooperativa de laticínios do município.

## Ligação externa
- Prefeitura Municipal de Valença